# Dusona relecta
Dusona relecta är en stekelart som först beskrevs av Davis 1898.  Dusona relecta ingår i släktet Dusona och familjen brokparasitsteklar. Inga underarter finns listade i Catalogue of Life.